# Медпласт
ОАО «Медпласт» (ранее — Гомельский завод пластмассовых изделий, ОАО «Гомельпласт»; бел. ААТ «Медпласт») — белорусское предприятие по производству одноразовых шприцев и других медицинских пластмассовых изделий, расположенное в Гомеле.

## История
В 1936 году в Гомеле была основана артель «Металлобытремонт», которая производила колёса, подковы, конскую упряжь, посуду, металлическую тару, а также занималась ремонтом механических изделий и транспорта. В 1941 году оборудование артели было эвакуировано в Ульяновскую область, в 1944 году артель возобновила деятельность. В 1960 году артель преобразована в завод металлобытовых изделий, который вскоре переименован в механический завод. В 1966 году предприятие переименовано в завод пластмассовых изделий, в том же году был освоен выпуск громкоговорителей. В 1992 году завод начал производство одноразовых шприцев объёмом 5 мл. В 1996 году завод выпускал шприцы, пылесосы, громкоговорители, мебель, пластмассовые вёдра и тазы, детские игрушки, зубные щётки и прочие товары народного потребления.
В 1999 году арендное предприятие «Гомельский завод пластмассовых изделий» было преобразовано в открытое акционерное общество «Гомельпласт». В 2007 году ОАО «Гомельпласт» было переименовано в ОАО «Медпласт». В 2006 году в цехе по производству радиоприборов началась реконструкция в цех по производству медицинских полимеров. В 2013 году предприятие передано в состав холдинга «Белресурсы». В 2018 году завод сообщил о намерении реализовать инвестиционный проект по производству вакуумных контейнеров для забора крови (вакутейнеров), в 2019 году было объявлено о подготовке к строительству нового цеха для производства данной продукции.

## Современное состояние
Завод специализируется на производстве одноразовых медицинских шприцев («Луер», инсулиновые и туберкулиновые) нескольких типов, а также одноразовых пластмассовых контейнеров 120 мл и микропробирок 1,5 мл. В 2012 году доля предприятия на рынке одноразовых медицинских шприцев Республики Беларусь составляла 77,2%. В 2012 году было произведено 63,9 млн шприцев 5 мл Луер 5Б, 33,1 млн шприцев 2 мл Луер 2А, 30,5 млн шприцев 10 мл Луер 10Б, 13,8 млн шприцев 20 мл Луер 20Б, 7,2 млн инсулиновых шприцев Луер 1А и 0,4 млн — туберкулиновых Луер 1А. Мощности предприятия составляют 190 млн шприцев ежегодно (2012 год).
В 2019 году чистая прибыль предприятия составила 233 тыс. рублей (ок. 110 тыс. долларов). 99,94% акций находятся в собственности государства.